# Martin Nadaud (metrostation)
Martin Nadaud is een voormalig station van de Parijse metro. Het bevindt zich in het 20e arrondissement van de stad. Het werd geopend op 25 januari 1905, en werd definitief gesloten op 23 augustus 1969 tijdens de reorganisatie van het station Gambetta (lijn 3).

## Het station

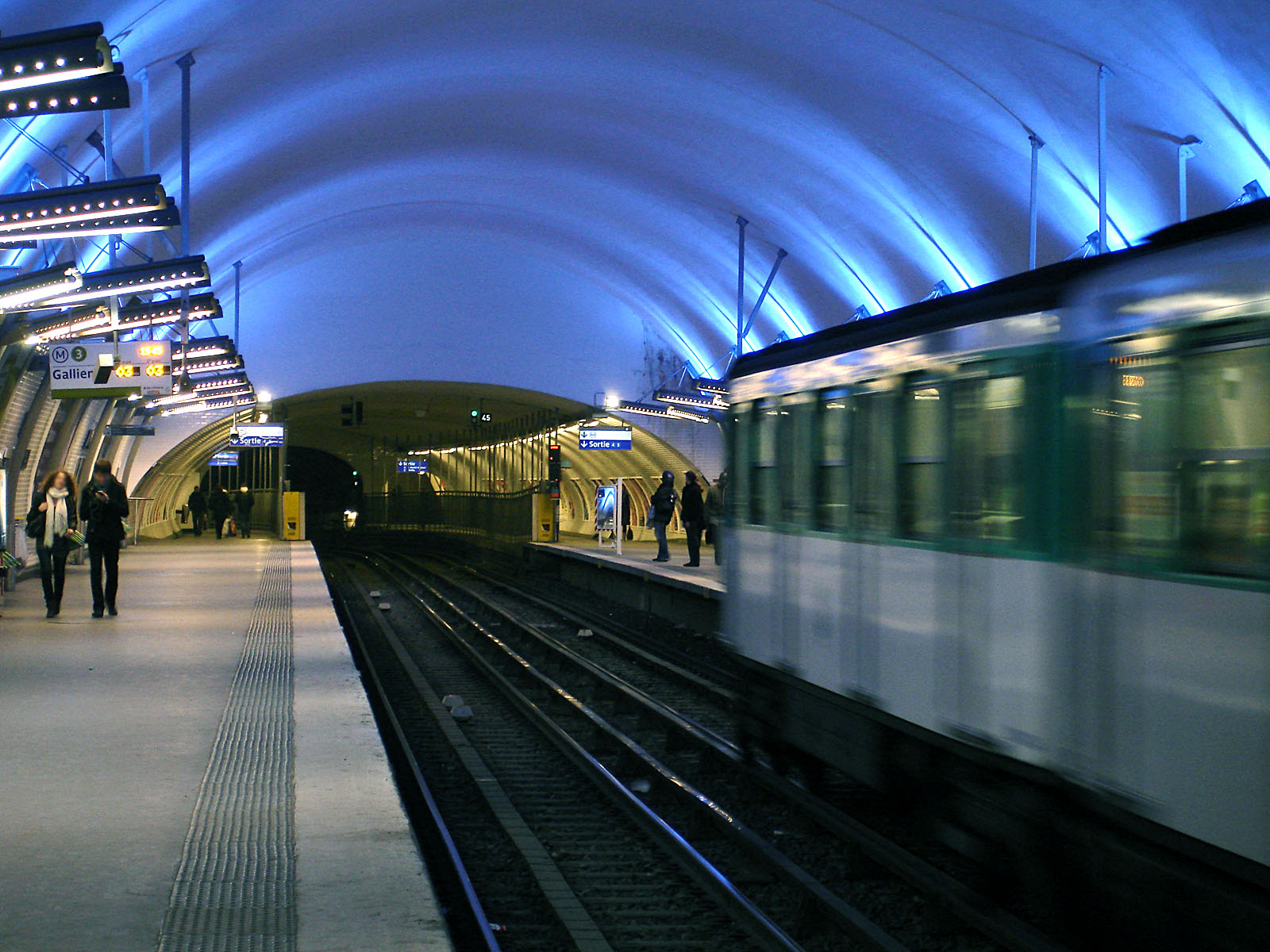
Het oude station Martin Nadaud is zichtbaar op de achtergrond. Het is nu geïntegreerd in het station Gambetta.

Gedurende de jaren zestig stelde men vast dat de omgeving rond Porte de Bagnolet onvoldoende bediend werd door openbaar vervoer. Daarom werd besloten metrolijn 3 te verlengen vanaf de Place Gambetta richting Bagnolet. Het toenmalige eindstation Porte des Lilas bleek minder populair en minder belangrijk dan het station Porte de Bagnolet. Zodoende werd de terminus verhuisd naar Porte de Bagnolet. Als compensatie ontstond lijn 3 bis, een pendeldienst tussen stations Gambetta en Porte des Lilas.
Bij de herinrichting van de lijn werd het station Gambetta stevig onder handen genomen. Dit station werd opnieuw een terminus, namelijk van lijn 3 bis, en er moesten nieuwe perrons worden aangelegd voor de verlengde lijn 3. Het station Martin-Nadaud was gelegen op slechts 232 meter afstand van station Gambetta. Daarom werden beide stations samengevoegd. De toegang en de lokettenzaal werden omgevormd tot nieuwe ingang van station Gambetta. Deze ingang bevindt zich op de Place Martin-Nadaud.
Het nieuwe station Gambetta werd in gebruik genomen op 23 augustus 1969. Lijn 3 bis werd in dienst gesteld op 27 maart 1971 en de verlenging naar Bagnolet werd voor het publiek geopend op 2 april 1971.